# 岡山県道282号市場青木線
岡山県道282号市場青木線（おかやまけんどう282ごう いちばあおきせん）は、岡山県において総社市から小田郡矢掛町に至る一般県道である。

## 概要
総社市新本（しんぽん）の小字である市場と、小田郡矢掛町横谷の小字である青木とを結ぶ。

### 路線データ
- 起点：総社市新本（岡山県道80号上高末総社線交点）
- 終点：小田郡矢掛町横谷（岡山県道35号倉敷成羽線交点）
- 総延長：10,782 m[要出典]
- 実延長：10.6 km [注釈 1][1]

## 歴史
前半部の新本峠を越える区間は、かつて新本峠越と呼ばれていた道で、旧制矢掛中学校（現在の岡山県立矢掛高等学校）があった頃は、現在の総社市にあたる地域の生徒が自転車で峠を越え、利用者も多かった。現在は、県道とは名ばかりで、廃れている。

### 年表
- 1960年（昭和35年）3月18日：岡山県告示第335号により岡山県道233号市場青木線として認定。
- 1965年（昭和40年）3月31日：県道路線再編に伴う路線番号再編により岡山県道218号市場青木線に改称[要出典]。
- 1972年（昭和47年） - 時期未詳：県道標識（正式名称は都道府県道番号）導入に伴う路線番号再編により、現在の名称である岡山県道282号市場青木線に改称。

## 路線状況
総社市・矢掛町境の新本峠一帯の区間において幅員狭小区間を有する。

### 重複区間
- 国道486号（小田郡矢掛町東三成）

### 道路施設

#### 橋梁
- 西谷橋（西谷川、小田郡矢掛町、国道486号重複区間内、延長：19.0 m 、幅員 11.0 m ）[3]
- 三谷橋（小田川、小田郡矢掛町、延長： 174 m 、幅員： 8.3 m ）[4]

## 地理

### 通過する自治体
- 岡山県
  - 総社市 - 小田郡矢掛町

### 交差する道路
| 交差する道路             | 市町村名 | 市町村名 | 交差する場所     | 交差する場所       |
| ------------------------ | -------- | -------- | ---------------- | ------------------ |
| 岡山県道80号上高末総社線 | 総社市   | 総社市   | 新本（しんぽん） | 起点               |
| 国道486号 重複区間起点   | 小田郡   | 矢掛町   | 東三成           |                    |
| 国道486号 重複区間終点   | 小田郡   | 矢掛町   | 東三成           | 矢掛町東三成交差点 |
| 岡山県道35号倉敷成羽線   | 小田郡   | 矢掛町   | 横谷             | 終点               |

### 交差する鉄道
- 井原鉄道井原線

### 峠
- 新本峠（総社市 - 小田郡矢掛町）

### 沿線
- 吉備カントリークラブ
- 水車の里フルーツトピア
- 矢掛町立三谷小学校
- 井原鉄道井原線三谷駅
- 一級河川高梁川水系
  - 新本川
  - 西谷川
  - 小田川